# Аферисты: Дик и Джейн развлекаются
«Аферисты: Дик и Джейн развлекаются» (англ. Fun with Dick and Jane) — американский художественный фильм 2005 года, ремейк комедии «Забавные приключения Дика и Джейн» 1977 года.
Главные роли в фильме сыграли Джим Керри и Теа Леони.

## Сюжет
Действия фильма разворачиваются в 2000 году в Лос-Анджелесе; история начинается со знакомства с семейством Харперов. Глава семейства, Дик Харпер, занимает достаточно престижную должность в компании под названием «Глободайн», а его жена, Джейн Харпер, работает в туристическом бюро и сильно устаёт на работе из-за завышенных требования как начальства, так и клиентов. У них есть сын Билли, который часто говорит на испанском языке, потому что воспитывался домработницей из Мексики Бланкой. Кроме того, по дому бегает пёс, который очень любил громко лаять, пока ему не купили электрошоковый ошейник.
В завязке фильма генеральный директор компании «Глободайн» Джек МакКаллистер и его главный финансист Фрэнк Бескомб назначают Дика на должность вице-президента по связям с общественностью, и он довольный собой возвращается домой и сообщает семье о радостной новости. Но счастье главных героев длится недолго — вскоре Дика приглашают на передачу «Money Life» («Жизнь денег»), где ведущий Сэм Сэмуэлс и кандидат в президенты Ральф Нейдер засыпают его компрометирующими вопросами, обвиняют компанию в «извращении американской мечты» и обогащении толстосумов за счёт обычных граждан. Дик теряется в вопросах, акции компании резко падают, что приводит к краху компании. В офисе Дик находит сущий хаос, пьяного в стельку Бескомба, который знал о плачевном состоянии «Глободайн», а МакКаллистер спокойно покидает здание на личном вертолёте, в напуствии сказав, что «Америка — страна больших возможностей».
Расстроенный Дик возвращается домой, а Джейн заявляет, что в связи с повышением мужа только что уволилась с работы, чтобы проводить больше времени с Билли, и уже внесла первую плату работникам, строящим на заднем дворе бассейн. В новостях объявляют о банкротстве компании «Глободайн» и о роспуске всех сотрудников. Дик не унывает и в течение нескольких месяцев пытается устроиться на должность вице-президента в другую компанию, но безуспешно, вакансий нигде нет, а если и есть, то Дику отказывают, ссылаясь на его провал в эфире. Джейн констатирует, что через пару месяцев деньги в семье полностью закончатся, так как все сбережения были вложены в акции «Глободайн» и пропали вместе с распадом компании.
Дик продолжает с оптимизмом смотреть на вещи, вспоминает, что у них в собственности находится большой дом стоимостью 600 000 долларов. Джейн рассказывает ему, что в связи с падением «Глободайн» резко упал и рынок недвижимости, и, если сейчас они попробуют продать дом, то останутся должны банку ещё 120 000 долларов. Осознав всю серьёзность положения, Дик и Джейн соглашаются на любую работу, даже низкооплачиваемую. Дик однажды присоединяется к мексиканским гастарбайтерам, но его ловит миграционная служба и, из-за потери бумажника, депортируют в Мексику. Лишь чудом Дику удаётся пересечь границу и добраться домой, перед сном пройдясь по газонам соседей (даже по полю для гольфа и кладбищу), чтобы воссоздать его у себя.
Остаётся 24 часа до того, как семью выселят за неуплату взносов за кредит. Дик понимает, что честным трудом заработать столько денег не получится, и решается на преступление — берёт игрушечный водяной пистолет Билли и ночью отправляется грабить небольшой круглосуточный магазин. Но в результате ему удаётся только убежать, не заплатив за коктейль. После нескольких неудачных попыток Дик и Джейн отправляются грабить хэдшоп и забирают всю кассу оттуда. Поняв, что остались безнаказанными, они решают стать профессиональными грабителями, делая это экстравагантно, в карнавальных костюмах, а также мстят ранее злорадствавщим их несчастьям знакомым и соседям; используют Mercedes-Benz с голосовым управлением как таран при налёте на ювелирный магазин, а одного из брокеров, отказавших Дику в трудоустройстве, оставляют связанным и с электрическим ошейником своего пса на шее, из-за чего тот не смог позвать на помощь. На вопросы о резком финансовом благополучии, Дик отвечает, что стал удачным игроком на бирже.
Продвигаясь вверх по преступной лестнице, они подходят к последнему своему преступлению, ограблению местного банка, откуда Дик должен был вынести деньги под видом санинспектора. Всё шло по плану до тех пор, пока в банк не ворвались два других грабителя в масках и с дробовиками. Эти двое оказались знакомыми Дика, его коллегой по «Глободайн» Озом и его женой Дэбби. Вечером Дик и Джейн смотрят уголовную хронику, из которой узнаётся, что почти все бывшие сотрудники «Глободайн» подались в преступный бизнес, и кроме налётов на банки и магазины устраивают в своих домах притоны и нарколаборатории. Из-за слов ведущего о том, что Дик может стать следующим кандидатом на облаву, тот впадает в панику и уходит.
Джейн находит мужа в элитном баре для банкиров, где тот пытается утолить свою печаль, так как винит себя в том, что тысячи людей остались без работы. Случайно главным героям попадается Фрэнк Бескомб и рассказывает, что Джек МакКаллистер наварил 400 млн долларов на крахе компании, а ему, как главному финансовому директору, заплатили 10 млн долларов за молчание, что, однако, не спасло его от грядущего тюремного заключения за мошенничество. МакКаллистер всё это планировал с самого начала, так как знал, что компанию ждёт банкротство.
Дик, Джейн и Фрэнк придумывают грандиозную аферу — они собираются обманным путём заставить МакКаллистера подписать бланк о переводе всех денег в фонд поддержки уволенных работников. Но предприниматель раскрывает их план и отказывается что-либо подписывать (он выписывает Дику чек на 100 долларов).
Получив образец подписи, герои всё-таки проворачивают задуманное, а наутро Дик приводит к МакКаллистеру целую толпу журналистов и информирует его о собственном великодушном поступке. Хотя народ лестно скандирует имя предпринимателя и пророчат ему пост президента, Джек МакКаллистер отбивается от репортёров, недовольно смотря на Харперов, ведь всегда считал Дика весьма недалёким «белым воротничком», а тот оставил его без гроша в кармане.
Фильм заканчивается тем, что семейство Харперов на машине едет по шоссе, их догоняет машина с ещё одним бывшим сотрудником «Глободайн», который говорит, что неплохо устроился в компании «Энрон» (в русском дубляже, «Титаник»).

## В ролях
| Актёр              | Роль                                |
| ------------------ | ----------------------------------- |
| Джим Керри         | Дик Харпер                          |
| Теа Леони          | Джейн Харпер                        |
| Алек Болдуин       | Джек Маккаллистер                   |
| Ричард Дженкинс    | Фрэнк Баскомб                       |
| Энджи Хэрмон       | Вероника Климан                     |
| Джон Майкл Хиггинс | Гарф                                |
| Ричард Берджи      | Джо Климан                          |
| Карлос Джекотт     | Оз Питерсон                         |
| Аарон Майкл Дрозин | Билли Харпер                        |
| Глория Гараюа      | Бланка                              |
| Мишель Артур       | секретарь Дика                      |
| Стэйси Трэвис      | секретарь Джейн                     |
| Тимм Шарп          | ассистент Джека                     |
| Ральф Нэйдер       | в роли самого себя                  |
| Дэвид Херман       | разгневанный абонент (только голос) |

## Критика
На агрегаторе рецензий Rotten Tomatoes рейтинг одобрения составляет 29 % на основе 134 отзывов со средней оценкой 5 из 10. Критический консенсус сайта гласит: «В этой запутанной комедии есть несколько смешных моментов, но она никогда не выдерживает постоянного тона».
Джастин Чанг из Variety охарактеризовал фильм как «редкий голливудский римейк, который, осмеливаясь переосмыслить исходный материал в новом политическом контексте, действительно имеет причину для существования». Манола Даргис из The New York Times прокомментировала: «Фильм никогда не входит в единый ритм, двигаясь зигзагами и скачками от животного смеха к пафосу». Роджер Эберт из Chicago Sun-Times сказал, что фильм: «Повторяет комедию 1977 года вплоть до повторения тех же ошибок». Эберт предложил зрителям посмотреть «Новое время» (1994), который он назвал превосходным фильмом на аналогичную тему.